# Cưu-ma-la-thập
Cưu-ma-la-thập (chữ Nho: 鳩摩羅什; tiếng Phạn: Kumārajīva; dịch nghĩa là Đồng Thọ; sinh năm 344, mất năm 413) là một dịch giả Phật học nổi tiếng, chuyên dịch kinh sách từ văn hệ tiếng Phạn ra tiếng Hán.

## Tiểu sử
Cưu-ma-la-thập xuất phát từ một gia đình quý tộc tại Quy Từ (Kucha), thuộc xứ Tân Cương ngày nay. Cha là Cưu-ma-la-viêm (Kumārāyana, 鳩摩羅炎) - hậu duệ của một dòng tộc khanh tướng của nước Kế Tân (nay có lẽ là Kashmir), quốc sư của Quy Từ, mẹ là công chúa - em gái quốc vương Quy Từ.

Cha của Cưu Ma La Thập, Kumarayana, xuất thân từ một gia đình quý tộc tại nước Kế Tân (nay có lẽ là Kashmir). Khi lớn lên, ông trở thành một tu sĩ Phật giáo và bắt đầu chuyến Đông du vượt dãy núi Pamir đến vương quốc Quy Từ (Kucha) ở Trung Á (nay thuộc khu tự trị Tân Cương, Trung Quốc). Thấy được tài năng và phẩm hạnh nổi bật của Kumarayana, nhà vua thuyết phục ông ở lại Kucha làm quốc sư, rất mực xem trọng đến mức ép ông hoàn tục lấy em gái Jiva của mình. Jiva lúc đó tuổi vừa đôi mươi, tài ngộ minh hối cũng có tình ý với Kumarayana. Kết quả của cuộc hôn nhân miễn cưỡng này là sự ra đời của Kumarajiva. Tên của Kumarajiva là sự kết hợp giữa hai tiết tố kumara- và jiva- từ tên của cha, mẹ ngài. Điều kỳ lạ là, khi mang thai La Thập, bà Jiva bỗng nhiên thông minh thêm rất nhiều, thông thạo tiếng Phạn. Có một vị A-la-hán tên Dharmaghosa bảo bà sẽ sinh ra một người con thông minh và ví bà như mẹ của Sariputta khi mang thai Sariputta. 
Thời niên thiếu, ngài Cưu Ma La Thập được mô tả như một thần đồng. Năm bảy tuổi, Cưu Ma La Thập từ bỏ đời sống hoàng cung, xuất gia thọ Sa-di giới. Cùng năm đó, mẹ ngài cũng xuất gia làm Tỳ-kheo-ni. Trong vòng một ngày La Thập có thể thuộc lòng một ngàn câu kinh tương đương 32.000 từ. Đến khi đã thuộc lòng bộ A Di Đà Kinh, ngài có thể hiểu rõ những lời dạy của vị thầy hướng dẫn và thông đạt những ý nghĩa tiềm ẩn trong đó. Hai năm sau, La Thập cùng mẹ lên đường đến Kashmir, nơi cha ngài từng đến. Ở đó, Cưu Ma La Thập tham học dưới sự hướng dẫn của Bandhudatta, một bậc thầy lỗi lạc nhất vùng và là em họ của vua nước này. Không bao lâu, La Thập tinh thông các kinh điển Nguyên thủy. Ngài đã tranh luận và chiến thắng các luận sư ngoại đạo trước sự chứng kiến của nhà vua vương quốc Kashmir   Ấn tượng và xem trọng tài năng vượt trội của La Thập, nhà vua chỉ định năm vị tu sĩ cùng mười người khác làm đệ tử của ngài. Chính vào khoảng thời gian này, danh tiếng của La Thập bắt đầu lan rộng khắp Ấn Độ và các quốc gia Trung Á lân cận.
Năm 20 tuổi, Cưu Ma La Thập cùng mẹ trở về Kucha. Trên đường trở về quê hương ngang qua các nước thuộc khu vực Trung Á, các vị vua hay tin đều muốn thỉnh Cưu-ma-la-thập ở lại nước mình và hứa ban cho những tước vị quan trọng, tuy nhiên ngài đều không đoái hoài đến. Cũng trong chuyến hồi hương này, khi đi qua lãnh thổ nước Nguyệt Chi, họ gặp một vị A-la-hán và vị này đưa ra lời tiên đoán với mẹ La Thập rằng: “Bà phải nên luôn trông chừng vị Sa-di này. Cho đến năm 30 tuổi vẫn không phá giới thì vị này sẽ đại hưng Phật pháp, độ vô số người không khác gì Upagupta (Xá Lợi Phất). Nếu giới giữ không toàn vị này sẽ không làm gì lớn được, chỉ có thể là bậc pháp sư tài minh tuấn nghệ mà thôi.” 
Rời khỏi Nguyệt Chi, Cưu-ma-la-thập cùng mẹ đi đến Kashgar. Trong thời gian lưu trú ở đây, La Thập tiếp tục nghiên cứu Phát Trí Luận và các bộ luận của Hữu bộ, tất cả đều đạt trọn tinh diệu. Đồng thời, Cưu-ma-la-thập cũng dành thời gian tìm hiểu văn điển của các trường phái Ấn Độ cùng các lĩnh vực tri thức khác. Kiến thức nội điển và ngoại điển sâu rộng này hỗ trợ ngài rất nhiều trong hoạt động dịch thuật về sau. Ngài hẳn nhiên cũng thông thạo tiếng Sanskrit, Pāli và các ngôn ngữ của Trung Á trong giai đoạn này. Cảm phục trước tài năng của vị sư trẻ La Thập, nhà vua mở pháp hội thỉnh La Thập thăng tòa giảng kinh Chuyển Pháp Luân. Điều này cho thấy kiến thức Phật học và khả năng ngôn ngữ của Cưu-ma-la-thập uyên thâm như thế nào. Việc đứng trước nhân dân và hội chúng tu sĩ ở đây để giảng kinh quả thật là quá phi thường đối với một vị sư ở độ tuổi còn rất trẻ.
Một sự kiện trọng đại khác trong cuộc đời của La Thập diễn ra vào thời điểm này là cuộc gặp gỡ với Suryasoma tại Kashgar. Suryasoma cùng người anh, Suryabhadra, cả hai là hoàng tử vương quốc Yarkand xuất gia tham học giáo lý Đại thừa ở Kashgar. 
Ban đầu, để giáo hóa, sa môn Suryasoma (Tu Lợi Da Tu Ma) đến trước cửa phòng của ngài Cưu Ma La Thập mà cố ý đọc to kinh Anavatapta (A Nậu Đạt), với ý nghĩa tất cả đều là không. Xa xa vọng nghe được lời kinh này, nên sáng hôm sau ngài Cưu Ma La Thập bèn hỏi sa môn Suryasomo:
- Bạch Thầy ! Hôm qua Thầy đọc kinh gì vậy ?
Sa môn Tu Lợi Da Tô Ma bảo:
- Đó là kinh Đại Thừa.
- Nghĩa lý thế nào ?
- Bàn về tất cả đều không.
- Mọi việc trước mắt đều là thật có, vậy sao gọi là không ?
- Nếu mắt mà xem thấy có vật, thì ta hỏi vậy chứ có vật nào tồn tại dài lâu ?
- Còn lại tính chất của cái thấy.
- Nếu cái thấy là tánh chất tồn tại, thì sao không tự thấy con mắt của mình ? Lại nữa, con mắt do một cực vi trần hay nhiều cực vi trần hợp thành ? Nếu bảo do một cực vi trần hợp thành, thì cái thấy cũng là một cực vi trần. Nếu không thể thấy được một cực vi trần thì đương nhiên là không thể thấy được nhiều cực vi trần. Ngoài ra, nếu cực vi trần có hình tướng thì nó phải đầy đủ tánh chất rộng lớn hay nhỏ hẹp. Tuy nhiên, nếu nó là rộng lớn thì không thể là cực vi trần được. Không đầy đủ tánh chất rộng lớn nhỏ hẹp thì làm sao gọi là có hình tướng được ?
Nghe qua lời này, ngài Cưu Ma La Thập không thể đối đáp được, nên lặng thinh. Dùng lý luận của thuyết Nhất Thiết Hữu Bộ, ngài Cưu Ma La Thập cho rằng nhãn căn là pháp trần thật có. Sa môn Tu Lợi Da Tô Ma đáp rằng nhãn căn vốn do duyên hợp mà thành, chẳng phải thật có. Đây là sự tranh luận giữa thuyết Nhất Thiết Hữu Bộ và Không Quán. Ngài Cưu Ma La Thập từ từ liễu ngộ lý lẽ pháp Đại Thừa, nên tự than:
- Xưa kia học theo pháp Tiểu Thừa, thường chẳng biết có vàng bên trong, mà chỉ cho đồng thiếc là quý. 
Nhờ đó, ngài Cưu Ma La Thập bắt đầu theo sa môn Tu Lợi Da Tô Ma học kinh luận Đại Thừa như Trung Luận, Bách Luận, Thập Nhị Môn Luận, v.v... Từ đó, ngài Cưu Ma La Thập hoàn toàn chuyển hướng về pháp Đại Thừa, và xem đó là sự trọng yếu của việc tu hành.
Sau những năm ở Kashgar, ngài theo người mẹ đến rặng núi Thiên Sơn của nước Ôn Túc (Ush), nằm về phía bắc của nước Quy Từ. Tại đây, có một tu sĩ ngoại đạo có biện tài Đạo Thế, danh vang lừng khắp các nước lân cận. Lần nọ, ông ta đánh trống, tuyên bố với mọi người:
- Hễ có ai biện luận thắng được Ta, thì Ta sẽ cắt đầu để xin tạ tội.
Nghe lời này, Ngài bèn đến biện luận với ông ta. Kết quả tu sĩ ngoại đạo đành tự nhận là bị thua, nên lễ bái quy y Cưu-ma-la-thập. Từ đó, thanh danh của Ngài vang lừng khắp các vương quốc ở Tây Vực, khiến vua Pu-shuen nước Quy Từ (Kucha) phải tự thân đến nước Ôn Túc (Turfan) cung thỉnh ngài trở về bổn quốc. Cưu Ma La Thập thọ đại giới tại hoàng cung của nhà vua khi ngài 20 tuổi. Trong thời gian gần 20 năm ở Kucha, ngài tiếp tục nghiên cứu các kinh điển Đại thừa và nhận được cuốn Thập tụng luật của phái Hữu bộ từ một cư dân đến từ Kashmir. Ngoài ra, ngài thuyết phục được vị thầy cũ của mình, Bandhudatta, chuyển hướng sang giáo nghĩa này. Cũng từ lúc đó, mẹ ngài từ biệt ngài trở về Thiên Trúc.
Vào thời điểm này, ngài Cưu Ma La Thập được xem là vị thầy bậc nhất ở Ấn Độ. Các vương quốc Trung Á và rất nhiều tu sĩ từ nhiều quốc gia khác nhau đã tìm đến ngài tham học. Danh tiếng của Cưu Ma La Thập nhanh chóng lan truyền đến tận Trung Quốc thông qua lời tường thuật của Tăng Thuần sau chuyến du hành từ Kucha trở về vào năm 379.

## Kiếp nạn
Niên hiệu Kiến Nguyên thứ mười ba (377), vào tháng giêng, có quan thái sử quán sát tinh tượng, dâng tấu bẩm với Tần Tuyên Chiêu Đế, Phù Kiên:
- Tại nước ngoài, tinh tú hiện nơi vùng hoang dã, chắc có vị đại đức trí huệ, và trong tương lai sẽ qua Trung Thổ, phò trợ quốc gia.
Phù Kiên bảo:
- Ta nghe rằng tại Tây Vực có ngài Cưu Ma La Thập. Điềm lành như thế, chính là vị đó.
Lần nọ, vua nước Tiền Đô là Xa Sư và em của vua nước Quy Từ là Hưu Mật Đà, đồng vào triều tâu với Phù Kiên:
- Tây Vực có nhiều trân châu bảo quý, thỉnh cầu Đại Vương xuất binh bình định, khiến họ thần phục.
Theo quyển "Xuất Tam Tạng Ký Tập" thứ tám, trong bài tựa về kinh Ma Ha Bát Nhã Bàn La Mật, ngài Đạo An viết rằng vua Tiền Đô là Xa Sư đến Trung Thổ vào tháng giêng, niên hiệu Kiến Nguyên thứ mười tám (382), và dẫn theo một vị quốc sư tên là Cưu Ma La Bạt Đề (Kumarabhadra), cùng triều cống một bộ Đại Phẩm có bốn trăm hai mươi ngàn lời, và hai mươi ngàn bài kệ.
Nghe theo lời của hai vị vương gia ngoại quốc, vào tháng chín năm 382, Phù Kiên phái kiêu tướng Lữ Quang thống lãnh bảy mươi ngàn quân sang xâm chiếm Tây Vực. Lúc Lữ Quang sắp xuất chinh từ Trường An, Phù Kiên tiễn Lữ Quang tại cung Kiến Chương, bảo:
- Đế vương thuận thiên mạng mà trị quốc, nên phải lấy lòng thương dân làm gốc. Sao lại có ý đồ tham vọng mà chinh phạt lân bang ? Trẫm lấy vương đạo làm yếu chỉ, nên vì ngưỡng mộ vị đạo nhân mà cho quân chinh phạt. Trẫm nghe rằng tại Tây Vực có kỳ nhân Cưu Ma La Thập, vị có khả năng thâm giải pháp tướng, hiểu rõ âm dương, tinh tú, khiến hàng học giả đều tôn sùng. Trẫm tự nghĩ đó là bậc hiền triết quý báu của quốc gia. Nếu phá được nước Quy Từ, hãy lập tức dẫn Cưu Ma La Thập trở về ngay.
Trước khi quân của Lữ Quang đến nước Quy Từ, ngài Cưu Ma La Thập bảo vua Bạch Thống:
- Vận nước đã đến hồi suy vi. Chẳng bao lâu sẽ có kẻ địch từ phương đông đến. Xin Đại Vương hãy cung kính đón tiếp họ, chớ nên giao tranh.
Vua Bạch Thống không chịu nghe lời Ngài, cứ dẫn quân ra nghinh chiến với Lữ Quang. Đến tháng chạp năm 383, Lữ Quang dẫn quân bao vây cung thành Quy Từ, nhưng chưa tiến vào. Vào tháng năm năm 384, vua Bạch Thống nhân cơ hội đó, cho người đi cầu cứu viện binh từ các nước lân cận như Sa Lặc, Ôn Túc, v.v... Tuy nhiên, vào tháng bảy năm 384, Lữ Quang xua quân vào thành, sát hại hàng vạn sanh linh. Vua Bạch Thống cũng bị tử trận. Quân Lữ Quang vào thành, thấy cung thành có ba tầng tròn và rộng như thành Trường An. Trong thành có cả ngàn tháp miếu. Cung thất của vua Bạch Thống tráng lệ nguy nga như cung điện chư thiên. Tiến chiếm thành xong, Lữ Quang lập em của vua Bạch Thống là Bạch Chấn lên ngôi. Thấy vị tăng sĩ mà Phù Kiên tôn sùng, tuổi tác còn trẻ, Lữ Quang vì không phải là Phật tử, chỉ có tánh thô lỗ hung tàn, nên cưỡng ép ngài Cưu Ma La Thập uống rượu, rồi bức bách lấy mỹ nữ trong cung, nhưng Ngài cự tuyệt. Thấy vậy, Lữ Quang bảo:
- Người có đức hạnh, không thể vượt qua cha mình. Cha của Hòa Thượng đã từng lấy vợ, vậy sao Hòa Thượng kiên trì không muốn lấy vợ ?
Nói xong, Lữ Quang lại ép uống rượu, rồi nhốt Ngài vào trong mật thất với mỹ nữ. Sau đó, Lữ Quang lại bắt Ngài cỡi trâu và cỡi ngựa điên, cùng dùng bao cách để làm nhục. Tuy nhiên, Ngài cố nhẫn chịu những sự hành hạ nhục mạ cay đắng, mà không khởi chút oán giận hay sợ sệt. Cuối cùng, thấy sự kiên trì giữ giới hạnh cùng nhẫn thọ bao cực hình của Ngài, khiến cho Lữ Quang phải cảm động ân hận, không còn gia hình thô bạo nữa.
Bình định xong nước Quy Từ, Lữ Quang không nghe tin tức gì về quốc nội, bèn khởi tâm nghi ngờ là trong nước có chiến loạn, nên lưu trú lại đó. Tuy vẫn còn giam giữ, nhưng dần dần Lữ Quang tín nhiệm Ngài. Tháng giêng năm 385, Lữ Quang triệu gia thần vào cung rồi hỏi coi có nên trở về bổn quốc hay không. Vì người muốn trở về chiếm đa số, nên Lữ Quang quyết định trở về đất Tàu. Tháng ba năm 385, Lữ Quang dẫn hơn hai mươi ngàn quân, cùng cướp bao gái đẹp, vàng bạc châu báu, kỳ điểu dị thú, tuấn mã, v.v... trở về đất Tàu. Đương thời, ngài Cưu Ma La Thập cũng bị bắt đi theo.
Từ miền sa mạc Tây Vực, đi về hướng đông, đường xá cheo leo nguy hiểm. Lần nọ, trên đường về, Lữ Quang dừng quân nghỉ ngơi tại dưới một chân núi. Khi ấy, Ngài bảo Lữ Quang:
- Không thể dừng lại nơi đây, vì rất bất lợi, mà phải dời quân lên phía trên núi.
Lữ Quang chẳng màng nghe lời của Ngài. Tối đến, mưa to ào ạt, nước trên núi tuôn xuống tràn ngập cả mấy mươi thước, khiến binh sĩ chết đuối cả ngàn người. Từ đó, Lữ Quang mới biết tài tiên tri của Ngài. Ngài lại bảo:
- Đây là chỗ vong mạng, hung xấu, chớ nên nán lại lâu, mà phải mau kíp trở về nước. Trên đường quyết sẽ gặp vùng đất phước.
Qua tai nạn kinh hồn, Lữ Quang chẳng dám không nghe lời của Ngài. Lữ Quang vừa đến Lương Châu, thì nghe tin Phù Kiên đã bị Dao Trường sát hại, nên ra lịnh ba quân mặc áo trắng, để tang ba tháng. Lữ Quang lại lập tức xua quân tiến chiếm Lương Châu, rồi tự xưng là hoàng đế Văn Chiêu, dựng nên nhà Hậu Lương, niên hiệu là Kiến Nguyên Thái An.
Tháng giêng năm 387, một trận cuồng phong nổi lên tại Cô Tạng. Ngài Cưu Ma La Thập lại bảo Lữ Quang:
- Đây là ngọn gió chẳng lành, chắc sẽ có mưu phản, nhưng sau sẽ tự nhiên bình định được.
Chẳng bao lâu, Lương Khiêm, Bành Hoàng liên tiếp phản loạn, nhưng Lữ Quang đều dẹp được. Bành Hoàng vốn là thái thú ở Trương Dịch, và là võ tướng theo Lữ Quang chiếm đánh Quy Từ. Năm 388, vào tháng ba, thái thú ở Võ Oai là Đỗ Tấn bị Lữ Quang giết hại. Kế đến, Lữ Quang đem các trung thần theo chinh phạt Tây Vực thuở xưa, ra chém hết.
Vào tháng hai năm 396, Lữ Quang chính thức lên ngôi, tự xưng là Thiên Vương, ban lịnh thi hành đại ân xá, đổi niên hiệu là Lân Gia, lập Thạch Thị làm hoàng hậu và con là Lữ Thiệu làm thái tử. Nghiễm nhiên có đầy đủ thể chế của một quốc gia độc lập. Năm 397, Lữ Quang lại đổi niên hiệu là Long Phi.
Đương thời, Nam Thành và Mông Tốn cùng suy tôn Đoạn Nghiệp làm vua tại Trường Dịch, lập nước Bắc Lương (397-439).
Sau này, Lữ Soạn đem năm mươi ngàn quân đánh nước Bắc Lương. Người đương thời đều bảo rằng quân của Đoạn Nghiệp vốn là quân ô hợp. Lữ Soạn nhất định sẽ thắng. Lữ Quang nhờ ngài Cưu Ma La Thập xem coi quân tình. Ngài bảo:
- Xem lần xuất binh kỳ này, chắc sẽ không thắng lợi.
Thật thế, quân của Lữ Soạn bị đại bại tại Hợp Ly, nên đành kéo quân về.
Lữ Quang có một vị quan trung thư giám là Trương Tư, vốn là người tài ba, tánh tình hòa nhã, có kiến thức rộng. Lần nọ, ông ta bị bịnh nặng, nên Lữ Quang bèn mời các vị danh y đến chữa trị. Một người ngoại quốc, tên là La Xoa, tự bảo rằng sẽ chữa được bịnh. Lữ Quang nghe thế, vui mừng ban thưởng phẩm vật. Biết La Xoa lừa bịp để lấy tiền, Ngài bảo Trương Tư:
- La Xoa chẳng có tài y thuật gì, chỉ lừa bịp lấy tiền. Mạng người ẩn tàng không rõ. Để Ta xem chiêm bốc coi mạng của ông như thế nào !
Nói xong, Ngài lấy dây tơ năm màu kết lại, đốt thành tro rồi bỏ xuống nước, bảo:
- Nếu tro nổi lên trên mặt nước, rồi kết lại thành hình dây tơ như khi trước, thì bịnh sẽ không lành !
Một lát sau, tro nổi lên, tụ lại thành hình dây tơ như trước. Như lời Ngài tiên tri, La Xoa không có cách gì để trị bịnh, nên trong vài ngày, Trương Tư qua đời.
Sau này, Lữ Quang bị bịnh mà chết. Thái tử Lữ Chiêu lên ngôi, nhưng là người ngu si. Lữ Soạn bèn giết Lữ Chiêu để lên ngôi, đổi niên hiệu là Hàm Ninh. Lữ Soạn tánh tình thô bạo, không thích đọc thư sách mà chỉ ham tửu sắc, lại hoang dâm vô độ, và thường thích đi săn bắn. Năm 399, trong nước có nhiều điềm lạ xuất hiện: Một con heo sanh ra heo con ba đầu; một con rồng từ giếng bay lên, nằm trước cung điện. Lữ Soạn cho đó là điềm lành, bèn gọi nơi đó là điện Long Phi. Kế đến, một con rồng đen từ cửa Cửu Cung ở Đương Dương bay lên, nên Lữ Soạn cho đổi Cửu Cung thành Cửu Long Hưng. Thấy những hiện tượng kỳ quái này, Ngài bảo Lữ Soạn:
- Gần đây rồng liên tiếp xuất hiện; heo yêu biểu hiện điềm kỳ dị. Rồng vốn thuộc khí âm, xuất nhập có thời tiết. Như nay đã thường xuất hiện, đây là điềm tai họa sẽ đến, chắc sẽ có mưu phản. Điện hạ hãy tự khắc kỷ tu đức, để xoay chuyển tâm trời, thì mới tránh khỏi tai họa.
Lữ Soạn không chịu nghe lời khuyên răn của Ngài. Lần nọ, đang lúc cùng với Ngài đánh cờ, Lữ Soạn ăn được một con cờ, bèn cười bảo:
Chém được đầu của Hồ nô ! (người Hán thường gọi người phương bắc hay Tây Vực là Hồ tộc).
Ngài bảo:
- Đầu của Hồ nô chém chẳng được, chỉ e rằng Hồ nô sẽ chém đầu người khác !
Ngài nói câu này có thâm ý, mà Lữ Soạn lại không hiểu. Nguyên vì Lữ Quang có người em là Lữ Bảo. Lữ Bảo có con là Lữ Siêu, mà tên lót của Lữ Siêu là Hồ Nô. Sau này, Lữ Siêu giết Lữ Soạn, rồi tôn người anh là Lữ Long lên làm vua. Khi đó, người người mới biết lời dự đoán của Ngài.
Tại Lương Kinh, Ngài làm cố vấn cho Lữ Quang và Lữ Soạn. Đối với năng lực thần dị, âm dương, bói toán, ngài Cưu Ma La Thập đều đồng có đủ tài như ngài Phật Đồ Trừng. Song, cha con Lữ Quang và Lữ Soạn không có tâm hoằng dương Phật pháp, nên Ngài không có cách chi để hành đạo.
Sau khi Lữ Thiệu mất, vợ là Trương Thị xuất gia làm ni. Vì Lữ Long khởi tâm tà muốn cưỡng bức, Trương Thị kiên quyết không chịu bị nhục, bèn nhảy từ lầu cao xuống đất mà tự sát, mà miệng vẫn còn tụng kinh điển. Việc này hiển thị rõ giáo đoàn Phật giáo vào đương thời còn tồn tại.
Đương thời, tại Bắc Lương, Mông Tốn lên ngôi, và rất sùng kính Phật pháp, nên Phật giáo rất được thịnh hành. Năm 421, nhân nhà Tây Lương bị diệt vong, Mông Tốn xua quân đến tiến chiếm, tới tận Đôn Hoàng.
Theo quyển 'Ngụy Thư Thích Lão Chí', từ đời Trương Quỹ (256-314), người Lương Châu đời đời tín phụng Phật pháp. Lương Châu vốn là con đường giao thông trọng yếu, nên rất nhiều vị sa môn từ Thiên Trúc hoặc các nước Tây Vực sang Trung Thổ, và thường đi ngang qua đó. Nơi ấy, hiển nhiên cũng là trục lộ giao thông của ngôn ngữ, tức là tiếng Thiên Trúc, tiếng Tàu, cùng các tiếng ở các nước tại vùng Trung Á đều được dùng trong việc giao tế. Thế nên, các sa môn từ Thiên Trúc hay Tây Vực đến đều có thể học tiếng Tàu để phiên dịch kinh điển; điển hình là ngài Đàm Vô Sấm ở đó ba năm để học tiếng Tàu, rồi phiên dịch kinh điển. Ngược lại, các sa môn người Tàu cũng có thể học ngôn ngữ Thiên Trúc hay Tây Vực trước khi qua đó để tu học. Thế nên, trong mười sáu năm bị cầm chân tại Lương Châu, ngài Cưu Ma La Thập dĩ nhiên là thông thạo tiếng Tàu, để chuẩn bị cho công cuộc phiên dịch kinh điển sau này.
Tại Trường An, ngưỡng mộ danh đức của Ngài, thầy Tăng Triệu (378-414), lặn lội đến nơi đó để học tập giáo nghĩa kinh điển.
Sau khi giết Phù Kiên, Diêu Trường lên ngôi xưng đế tại Quan Trung. Nghe thanh danh của ngài Cưu Ma La Thập, nên Diêu Trường mấy lần cầu thỉnh. Tuy nhiên, cha con Lữ Quang và Lữ Soạn thấy Ngài tài đức vẹn toàn, và e sợ Diêu Trường mưu mô, nên không cho Ngài đến Trường An. Diêu Trường mất, con là Diêu Hưng lên kế vị.
Diêu Hưng (336-410), vị vua thứ hai của triều đại Hậu Tần, sau nhiều nỗ lực đưa La Thập đến Trường An đã điều quân đến chinh phạt Lưỡng Châu rước La Thập về vào cuối năm 401. Sau khi đón được La Thập về kinh đô, Diêu Hưng tôn ngài làm quốc sư vào năm 402, ban tặng ngài ngôi vườn Tiêu Dao và thành lập đại dịch trường với hàng ngàn tu sĩ, nhà tri thức tham gia. Chỉ trong vòng 12 năm (402-413), dưới sự chủ trì của La Thập, dịch trường đã cống hiến to lớn cho việc hoằng bá Phật giáo ở Trung Quốc cùng các lĩnh vực quan trọng khác. Tài năng, đức độ của La Thập làm vua Diêu Hưng vô cùng kính ngưỡng và nảy sinh ý tưởng rằng tài đức phi thường của ngài nên được lưu truyền, chuyển tiếp cho thế hệ con cháu. Thế là, Diêu Hưng truyển chọn mười thiếu nữ xinh đẹp, thông minh vào ở chung với ngài. Nhà vua không thể cải, buộc La Thập miễn cưỡng tuân theo. Tự thấy khuyết điểm về phạm hạnh của mình nên mỗi khi thuyết giảng cho đồ chúng, ngài thường trầm mặc nhắc nhở mọi người: "Ví như hoa sen thanh tịnh xuất sanh từ trong bùn nhơ/ Hái được hoa rồi, chớ ném vào lại bùn nhơ !" .
Trong bản phác thảo về cuộc đời của La Thập, Nirmala Sharma ghi rằng, từ khi phạm hạnh bị tổn hại, La Thập không đặt chân đến tu viện nữa và có một số tu sĩ khác muốn sống đời như ngài. Để gạt đi những ý muốn lầm lạc đó, trước sự chứng kiến của mọi người, La Thập nuốt một nắm kim và bảo, “Những ai sống sót sau khi nuốt nắm kim này mới có thể bắt chước ta.”  Nhưng không một ai dám thử cả.

## Nhập tịch
Trước lúc nhập tịch, Ngài triệu tập đồ chúng, bảo:
- Ta đã dịch hơn ba trăm quyển kinh luật luận. Chỉ trừ một bộ Thập Tụng Luật là chưa hoàn chỉnh, còn tất cả kinh điển khác đều bảo tồn bổn ý. Hy vọng các vị hãy lưu truyền những kinh điển đó cho hậu thế, để hoằng dương chánh pháp. Hiện tại, trước mặt mọi người, Ta phát lời thệ nguyện: Nếu những kinh điển do Ta phiên dịch đều không sai lầm, thì khi thiêu thân này, thì lửa không thể đốt cháy lưỡi của Ta.
Đời Hậu Tần, niên hiệu Hoằng Thủy thứ mười một (409), vào ngày hai mươi tháng tám, ngài Cưu Ma La Thập nhập tịch tại Trường An. Nhục thân được đặt tại Tiêu Diêu Viên, rồi triều đình và tăng chúng y theo nghi thức Thiên Trúc mà hỏa táng. Sau khi thân đã cháy ra tro, đại chúng đều thấy lưỡi của ngài Cưu Ma La Thập vẫn còn nguyên vẹn. Điều này minh chứng cho lời thệ nguyện của Ngài khi xưa là phiên dịch kinh điển không sai lầm. Do đó, người đương thời đều xưng tán công nghiệp phiên dịch vĩ đại của Ngài.
Sau khi ngài Cưu Ma La Thập nhập tịch, giáo đoàn ba ngàn đồ chúng dần dần tan rã, vì đã mất đi một đấng đạo sư. Luật sư Ti Ma La Xoa rời Trường An đến trú tại Thọ Xuân. Ngài Phật Đà Da Xá đã mãn nguyện, nên trở về nước Kế Tân. Pháp sư Đạo Sanh cũng qua Giang Nam. Phật Đà Bạt Đa La cùng đệ tử của ngài Cưu Ma La Thập là Huệ Quán, đồng đến Lô Sơn. Tuy giáo đoàn tan rã, nhưng công nghiệp phiên dịch kinh điển của ngài Cưu Ma La Thập luôn sáng ngời bất diệt trong lịch sử Phật giáo Trung Quốc, và những tác phẩm nghiên cứu giảng giải của Ngài vĩnh viễn hoằng truyền hậu thế.

## Đóng góp vĩ đại
Cưu-ma-la-thập là một nhân vật quan trọng đã cách mạng hóa Phật giáo Trung Hoa. Bản thân sư nói được tiếng Trung Hoa và cộng sự viên cũng đều là người hiểu biết về Phật giáo cũng như tiếng Phạn. Công lao lớn nhất của Cưu-ma-la-thập trước hết là thay đổi phương pháp phiên dịch. Phong cách dịch thuật và hội đồng của Đại sư nổi tiếng về sự rõ ràng và vượt qua hệ thống dịch thuật "geyi" (khái niệm tương ứng) trước đó, vốn ghép nối thuật ngữ Phật giáo với thuật ngữ Đạo giáo và Khổng giáo. Đầu tiên, ngài giảng kinh hai lần bằng tiếng Trung Hoa, sau đó các chư tăng Trung Quốc thảo luận và viết lại bằng tiếng Hán. Sau đó Ngài lại kiểm soát và so sánh nguyên bản cũng như bản dịch để ra bản chung quyết. Khác với các nhà dịch thuật khác tìm cách dịch từng chữ, ngài là người đưa được nội dung sâu xa của kinh sách vào chữ Hán và, nếu thấy cần thiết, cũng mạnh dạn cắt bỏ một vài đoạn kinh không hợp và biến đổi văn từ cho hợp với người Trung Quốc. Phong cách dịch thuật dễ đọc của Cưu-ma-la-thập rất đặc biệt, sở hữu một sự trôi chảy mượt mà phản ánh việc Đại sư ưu tiên truyền đạt ý nghĩa hơn là dịch thuật chính xác từng chữ.   Vì lý do này, bản dịch của ông về các kinh điển Đại thừa thường vẫn phổ biến hơn các bản dịch sau này, như của Huyền Trang, vốn thiên về dịch thuật chữ nghĩa. 
Các bản dịch của Cưu-ma-la-thập có ảnh hưởng rất lớn đến sự phát triển của tiếng Hán Phật giáo và đã giới thiệu nhiều thuật ngữ thông dụng, như:  
- Đại Thừa (Dà chéng) cho thuật ngữ Sanskrit Mahāyāna
- Niệm xứ (niàn chǔ) cho smṛtyupasthāna (đặt tâm vào niệm)
- Bồ đề (pú tí) cho Bodhi (giác ngộ)
- Tánh (xìng) cho dhatū (tính chất, nguồn gốc)

Các bản dịch này là công sức của cả một nhóm, do đó chính xác hơn là nói rằng chúng được dịch bởi một hội đồng do Cưu-ma-la-thập hướng dẫn, chứ không phải chỉ riêng Cưu-ma-la-thập. Quá trình dịch thuật bắt đầu bằng việc Cưu-ma-la-thập đọc văn bản và bình luận bằng tiếng Hán. Các nhà sư và học giả Trung Quốc sẽ thảo luận về văn bản với Cưu-ma-la-thập và giữa họ. Một bản dịch tiếng Hán sẽ xuất hiện từ quá trình này, được Cưu-ma-la-thập kiểm tra. Sau đó, văn bản được viết ra và sửa đổi nhiều lần. Đây cũng là những sự kiện công khai được các tín đồ, bao gồm cả hoàng đế Diêu Hưng, tham dự. 
Cưu-ma-la-thập cũng phát triển một hệ thống phiên âm để chuyển ngữ các thuật ngữ Sanskrit sang tiếng Hán bằng cách sử dụng một số ký tự Hán và âm thanh của chúng để đại diện cho mỗi âm tiết của một từ ngoại ngữ. Hệ thống này sau này trở thành cơ sở cho sự phát triển của hệ thống La tinh hóa Hán ngữ Pinyin.  Cuộc tiếp xúc với Sanskrit đã ảnh hưởng đến sự phát triển của chính ngôn ngữ Hán, không chỉ trong việc tiếp nhận các thuật ngữ Phật giáo cụ thể mà còn đối với một số thuật ngữ thế tục (như "niệm").   Học giả người Nhật, Enichi Ocho, đã chỉ ra bốn yếu tố quan trọng giúp La Thập có thể tạo ra những dịch phẩm tuyệt vời.
- Một là ngài Cưu Ma La Thập có tài năng ngôn ngữ xuất chúng, thông thạo tiếng Phạn, các ngôn ngữ Trung Á và tiếng Trung Quốc.
- Hai là Đại sư không những thông đạt các giáo lý Phật giáo ở mỗi thời kỳ từ Nguyên thủy đến Đại Thừa mà còn nắm rõ giới luật.
- Ba là sự hộ pháp đắc lực của vua Diêu Hưng đã tạo điều kiện thuận lợi cho hoạt động phiên dịch của ngài.
- Bốn là ngài Cưu Ma La Thập có nhiều đệ tử và đồng sự trẻ tài năng để hỗ trợ ngài trong công tác phiên dịch.
Cưu-ma-la-thập đôi khi được cả người Trung Quốc và các học giả phương Tây coi là đã rút gọn các bản dịch của mình, trong khi các nhà dịch thuật sau này như Huyền Trang được coi là "chính xác" hơn. Theo Jan Nattier, đây thực sự là một quan điểm sai lầm, và sự khác biệt chính là do các phiên bản nguồn của Cưu-ma-la-thập sớm hơn:
"Nơi công việc của Cưu-ma-la-thập có thể được so sánh với một bản thảo Ấn Độ còn tồn tại - nghĩa là, trong những trường hợp hiếm hoi khi một phần hoặc toàn bộ văn bản Ngài dịch đã tồn tại trong phiên bản Sanskrit hoặc Prakrit - một kết quả khá bất ngờ xuất hiện. Mặc dù các bản dịch của Ngài ngắn hơn nhiều so với các bản đối chiếu Sanskrit (và muộn hơn nhiều) hiện có, nhưng khi có các mảnh vỡ bản thảo ngôn ngữ Ấn Độ sớm hơn, chúng thường cung cấp các đoạn song song chính xác với những "viết tắt" được cho là của Cưu-ma-la-thập. Tóm lại, có vẻ như Cưu-ma-la-thập đã làm việc với các phiên bản Ấn Độ sớm hơn, trong đó những đoạn mở rộng này chưa xuất hiện." 
Các bản dịch của Cưu-ma-la-thập
Theo John M. Thompson, "hiện tại có năm mươi hai bản dịch trong Đại Chính Tân Tu Đại Tạng Kinh dưới tên của ông và tính xác thực của chúng được chấp nhận khá tốt."  Chúng bao gồm các kinh Đại thừa cũng như các tác phẩm về Thiền Định (dhyāna) và A-tì-đạt-ma (còn gọi là Vi Diệu Pháp).
Kinh điển
Trong số các kinh điển quan trọng nhất được Cưu-ma-la-thập và nhóm của ông dịch (có lẽ từ Quy Từ nữa) là: 
1. Vajracchedikā Prajñāpāramitā Sūtra: Kinh Kim Cương Bát Nhã Ba La Mật Đa (Kinh Kim Cương)
2. Smaller Sukhāvatī-vyūha: Kinh Viên Quang Tịnh Độ (Kinh A Di Đà)
3. Saddharma Puṇḍarīka Sūtra: Kinh Pháp Hoa
4. Vimalakirti Nirdesa Sutra: Kinh Duy Ma Cật
5. Aṣṭasāhasrikā Prajñāpāramitā Sūtra: Kinh Bát Nhã Ba La Mật Đa Bát Ngàn Tụng
6. Pañcaviṃśatisāhasrikā Prajñāpāramitā Sūtra: Kinh Bát Nhã Ba La Mật Đa Hai Mươi Năm Ngàn Tụng
7. Śūraṅgama Samādhi Sūtra: Kinh Thủ Lăng Nghiêm Tam Muội
8. Daśabhūmikā Sūtra: Kinh Thập Địa (cùng với ngài Phật-đà-da-xá)
9. Acintyaprabhāsa-nirdeśa-sūtra: Kinh Bất Khả Tư Nghì Quang Minh Thuyết
10. Viśeṣacintā-brahma-paripṛcchā: Kinh Vi Diệu Tưởng Bồ Tát
11. Bhadrakalpa-sūtra: Kinh Bảo Lạc Kiếp
12. Vasudhara-sūtra: Kinh Vô Ưu
13. Pūrṇa-paripṛcchā: Kinh Bổn Sự
14. Ratnajāli-paripṛcchā: Kinh Bảo Châu
15. Vidhi-hṛdaya-vyūha: Kinh Pháp Tâm
16. Sarva-puṇya-samuccaya-samādhi-sūtra: Kinh Chánh Pháp Đại Tập Hội
17. Maitreyavyākaraṇa Sūtra: Kinh Di Lặc Hạ Sinh

Luận thư
Họ cũng dịch một số luận thư quan trọng (chủ yếu của tông Trung quán), trở thành những tác phẩm trung tâm của Phật giáo Trung quán Đông Á. Đó là: 
1. Luận Trung Quán: bao gồm Mūlamadhyamakakārikā (Trung quán luận) của Nāgārjuna cùng với chú giải của Vimalākṣa / Piṅgala (Thanh Mục).
2. Thập nhị môn luận: Luận Mười Hai Cửa, được cho là của Nāgārjuna (Long Thọ). [25]
3. Bách luận: Luận Trăm Câu, là chú giải của một vị tăng tên là Vasu về một số câu thơ của Āryadeva (Thánh Thiên). [26]
4. Đại Trí Độ Luận: Chú giải cho Kinh Bát Nhã Ba La Mật Đa Hai Mươi Năm Ngàn Tụng, được cho là của Nāgārjuna (Long Thọ), nhưng điều này bị một số học giả hiện đại tranh cãi. [27]
5. Thành Thực Luận: một văn bản A-tì-đạt-ma, mặc dù không phải là một tác phẩm của Trung quán, nhưng có ảnh hưởng đến Trung quán tông Trung Quốc, vì nó cũng dạy về tính Không của chư Pháp. [28]

Các luận thư khác mà nhóm này đã làm việc bao gồm Thập Trụ Tì Bà Sa  (T. 1521), một chú giải cho Kinh Thập Địa được cho là của Long Thọ và Luận Về Sự Phát Khởi Bồ Đề Tâm (T. 1659).  
Công án thiền tông:
Cưu-ma-la-thập và nhóm của ông cũng dịch một số luận thư về thiền định (dhyāna). Trong Đại Chính Tân Tu Đại Tạng Kinh (quyển 15), năm tác phẩm thiền định được quy cho Cưu-ma-la-thập :
1. 禪祕要法經: Kinh Bí Mật Yếu Pháp Thiền
2. 坐禪三昧經: Kinh Tọa Thiền Tam Muội
3. 阿蘭若習禪法經: Kinh Tập Thiền Pháp ở Á Lan Nhược
4. 菩薩訶色欲法經: Kinh Bồ Tát Hê Sắc dục Pháp
5. 禪法要解: Kinh Thiền Pháp Yếu Giải
6. 思惟略要法: Kinh Tư Duy Lược Yếu Pháp

Các học giả vẫn còn tranh luận về việc có bao nhiêu trong số này thực sự được Cưu-ma-la-thập thực hiện (mặc dù T. 613 và T. 614 được chứng thực tốt trong các danh mục và lời tựa ban đầu). Hơn nữa, các nguồn Trung Quốc chỉ ra rằng những tác phẩm này đã được chỉnh sửa, tóm tắt và trích xuất từ các nguồn Ấn Độ. Eric Greene giải thích rằng các phương pháp thiền chính được dạy trong T. 614 là "năm cửa thiền" (五門禪) "liên quan đến cái gọi là Duy Thức Tông của Tây Bắc Ấn Độ", đã "trở thành một sắp xếp tiêu chuẩn trong các tác phẩm sau này về thiền định" và là như sau: 
- Bất Tịnh Quán (bu jing guan 不淨觀; aśubha-bhāvanā) đối với những người bị dục vọng ám ảnh.
- Từ Tâm (ci xin 慈心; bốn thiền bất khả tư nghì) đối với những người có ác tâm.
- Nhân Duyên (yin yuan 因 緣; pratītyasamutpāda) đối với những người có vô minh.
- Niệm Tức (Quán sát hơi thở) (nian xi 念息; ānāpāna-smṛti) đối với những người có "tư tưởng quá mức" (多思覺人; vitarka).
- Niệm Phật (nian fo 念佛; buddhānusmṛti) đối với những người có phiền não "phân bố đều" (等分).

Sau khi đã làm lắng tâm và nhập định (chan 禪) thông qua những phương pháp này, người thiền định sau đó tiến hành phát triển trí tuệ (prajñā) bằng cách tu tập bốn "nền tảng của chánh niệm" (si nian chu 思念處; smṛtyupasthāna). Theo Greene, "sau đó, người ta tiến vào cái gọi là "tứ thiện căn" (si shan gen 四善根), "những gốc rễ thiện dẫn đến giải thoát", trong hệ thống Nhất thiết hữu bộ là những cấp độ cao nhất của thành tựu thế tục. Điều này lần lượt dẫn đến cái gọi là "con đường của thị kiến" (darśana-maraga), một chuỗi mười sáu khoảnh khắc tâm lý mà thông qua đó, bằng cách hiểu biết về bốn chân lý cao quý." 
Mặc dù T. 614 thảo luận về con đường của Tiểu thừa cũng như con đường Bồ tát, nhưng các thực hành thiền định thực tế không khác nhau, chúng chỉ được tiếp cận theo những cách khác nhau. Ví dụ, Bồ tát thực hành cùng một sự tưởng niệm về ô nhiễm như vị Thánh đệ tử, nhưng họ cũng được cảnh báo không nên trở nên quá chán ghét thế giới đến mức tìm kiếm ngay lập tức Niết bàn. Thay vào đó, một Bồ tát nên luôn thực hành những thiền định này với nguyện vọng hoàn thiện bản thân để giúp đỡ người khác. Như vậy, Kumārajīva dường như hiểu rằng thực hành của một Bồ tát bao gồm cùng những phương pháp thiền định được tìm thấy trong hàng Thanh Văn, sự khác biệt duy nhất là Bồ tát có động cơ và mục tiêu khác nhau (Chánh đẳng giác). 
Khác
"Các bản dịch khác bao gồm Đại Trang Nghiêm Kinh Luận (Mahālaṃkāra-sūtra-śāstra) của ngài Mã Minh (Aśvagosa) và Kinh Tập Hợp Áo Đà Na (Samyukta Avadāna Sūtra).
Theo Robinson, những bổ sung của Cưu Ma La Thập vào phần Tỳ-nại-da (Luật) trong bộ Kinh điển Trung Hoa là Nhất Thuyết Hữu Bộ Luật (T. 1435), Kinh Tỳ Kheo Giới (T. 1436), và theo truyền thống, Bồ Tát Giới Luật, có lẽ là nửa sau của Kinh Phạm Vương hiện nay (T. 1484)." 

## Môn đồ
Ông có 4 môn đồ nổi tiếng là Trúc Đạo Sinh, Thích Tăng Triệu, Đạo Dung và Tăng Duệ.